# Тарасовская волость (Купянский уезд)
Тарасовская во́лость — историческая административно-территориальная единица Купянского уезда Харьковской губернии с центром в слободе Тарасовка.
По состоянию на 1885 год состояла из 3 поселений, 3 сельских общин. Население — 8925 человек (4543 мужского пола и 4382 — женского), 1296 дворовых хозяйств.
|                        | Площадь, десятин | В том числе пахотной, дес. |
| ---------------------- | ---------------- | -------------------------- |
| Сельских общин         | 18591            | 12052                      |
| Казенной собственности | 3452             | 2299                       |
| Другой собственности   | 150              | 87                         |
| В целом                | 22193            | 14438                      |

### Основные поселения волости[2]
- Тарасовка — бывшая государственная слобода при реке Красная в 55 верстах от уездного города, 3645 человек, 581 двор, православная церковь, школа, 3 лавки, 2 ярмарки в год.
- Маньковка — бывшее государственное село, 1627 человек, 211 дворов, православная церковь, школа, 2 ярмарки в год.
- Новокрасная — бывшая государственная слобода при реке Красная, 3455 человек, 504 двора, православная церковь, школа, 3 лавки, 4 ярмарки в год.

### Храмы волости[3]
- Вознесенская церковь в слободе Новокрасной (построена в 1825 г.[4])
- Николаевская церковь в слободе Тарасовке (построена 1825 г.[4])